# Slim Thug
Slim Thug, pseudonimo di Stayve Jerome Thomas (Houston, 8 settembre 1980), è un rapper statunitense.
Nella sua adolescenza era campione di freestyle in un club dove si svolgevano gare settimanalmente, dove attirò l'attenzione di Michael 5000 Watts che lo fece firmare con la sua casa discografica, la Swishahouse, nel 1998. Slim fu uno dei più famosi artisti della casa. Nel 2000, dopo solo un anno e mezzo dalla firma, decise di mettersi in proprio nella produzione di mixtape, stanco di dover dividere i suoi guadagni con altri artisti e voglioso di guadagnare più denaro. Egli prese quindi le distanze dalla Swishahouse, senza alterare i suoi rapporti con essa, e formò la sua casa discografica indipendente, la Boss Hogg Outlawz Records, assieme al fratello, Rayface.
Il suo primo album ufficiale fu Boss Hogg Outlawz, assieme all'amico E.S.G., nel 2001. Fin dal 2004 Slim Thug è legato alla Geffen Records, pur apparendo a fianco di alcuni artisti della Swishahouse.

## Biografia
Negli ultimi anni di scuola, Slim era già una superstar del rap nell'area a Nord di Houston. Concentrandosi sulla sua musica, Slim portava soltanto un blocchetto per gli appunti e una penna a scuola, per poter scrivere le sue rime sul momento. Divenne a 18 anni membro della Swishahouse, guidata da Michael 5000 Watts. Slim dice che il suo soprannome nasce proprio nell'adolescenza, quando era alto e molto magro. Thug deriva invece dal fatto che vesta sempre con occhiali da sole e capelli con trecce e la gente pensi a lui come un teppista (in inglese, Thug).
Nel 2002 litigò con due artisti della Swishahouse, Lil Mario e Big Pic, che avevano messo su internet dei suoi mixtape illegalmente con la sola scusa della gelosia che provavano per lui, che stava rapidamente avendo successo nel sud degli Usa e aveva già conquistato l'area di Houston mentre loro due avevano litigato con la Swishahouse. Essi avevano attaccato Slim in molte loro canzoni, senza mai menzionarlo.
Nel 2003 la Swishahouse pubblicò un album intitolato The Day Hell Broke Loose 2, con una canzone, Still Tippin, che lanciò Mike Jones e Chamillionaire originalmente, sostituito poi da Paul Wall.
L'album iniziale di Slim, Already Platinum, viene pubblicato il 12 luglio 2005. Il cd raggiunse la seconda posizione nelle classifiche americane di Billboard, ottenendo poi il disco d'oro.
Slim Thug litigò poi con Lil' Flip. La faida iniziò da Lil'Flip, che, nell'album di Z-Ro "From the South", aveva insultato Paul Wall senza menzionarlo. Slim Thug, pensando di esserne il destinatario, realizzò un diss contro Lil'Flip, ovvero Buss The Tech.
Slim Thug si fa anche chiamare il Grande Boss del Sud per il successo dei suoi mixtape.
Si è parlato di una relazione tra Slim Thug e Letoya Luckett delle Destiny's Child. I due hanno confermato, assicurando che la loro relazione è finita ma sono rimasti buoni amici.
Slim è in buoni rapporti con molti rapper di Houston (a parte che con Lil'Flip, E.S.G. e altri) e ha trovato buoni compagni di lavoro come Jay-Z e 50 Cent. Slim Thug ha anche collaborato con The Game.
Nel 2006 ha vinto un Mtv Music Award per il miglior video R&B grazie a "Check On It" con Beyoncè.
Ha anche collaborato in un remix con Hilary Duff.
Nel 2015 ha collaborato con Gué Pequeno nella canzone #Bosslife(Bosseggiando pt.2).

## Discografia

### Album da solista
- 2005 - Already Platinum
- 2009 - Boss of All Bosses
- 2010 - Tha Thug Show
- 2013 - Boss Life
- 2015 - Hogg Life: The Beginning
- 2015 - Hogg Life, Vol. 2: Still Surviving
- 2015 - Hogg Life, Vol. 3: Hustler of the Year
- 2016 - Hogg Life, Vol. 4: American King
- 2017 - Welcome 2 Houston
- 2017 - The World Is Yours

### Album collaborativi
- 2001 - Boss Hogg Outlaws (con E.S.G.)
- 2003 - The Big Unit (con Lil' Keke)
- 2004 - Boyz-n-Blue (con i Boss Hogg Outlawz)
- 2006 - Having Thangs (con Killa Kyleon)
- 2007 - Serve & Collect (con i Boss Hogg Outlawz)
- 2008 - Back by Blockular Demand: Serve & Collect II (con i Boss Hogg Outlawz)
- 2011 - Serve & Collect III (con i Boss Hogg Outlawz)
- 2017 - Havin Thangs 2K17 (con Killa Kyleon)

### EP
- 2013 - Hogg Life

### Mixtapes
- 2000 - I Represent This
- 2002 - Tha Boss Vol. 1
- 2002 - Underground Hoggin
- 2003 - Greatest Hits ('98-'03)
- 2005 - From the House To The Streets Vol. 1
- 2005 - Boss Basics
- 2006 - From the House To The Streets Vol. 2
- 2006 - Southern Smoke 15
- 2009 - I Represent This Part 2
- 2010 - Welcome 2 Texas: All Star 2010
- 2010 - No Mixtape
- 2011 - Welcome 2 Texas Vol.2: Super Bowl XLV Edition
- 2011 - Houston
- 2012 - Thug Thursday
- 2013 - Welcome 2 Texas Vol. 3 (con Paul Wall)
- 2013 - Thug Thursday 2
- 2014 - Thug Thursday 3

### Singoli
- 2004 - 3 Kings